# Шарфштейн, Стивен
Стивен Шарфштейн (англ. Steven Samuel "Steve" Sharfstein, род. 2 июля 1942, Нью-Йорк, Нью-Йорк) — американский психиатр. Он был секретарём Американской психиатрической ассоциации с 1991 по 1995 год, её вице-президентом с 2002 по 2004 год и президентом с 2005 по 2006 год. Шарфштейн также получил Премию по правам человека от Американской психиатрической ассоциации в 2007 году.

## Жизнь и карьера
Шарфштейн родился в Нью-Йорке и получил степень бакалавра в Дартмутском колледже в 1964 году. Он окончил Медицинский колледж Альберта Эйнштейна в 1968 году и с 1969 по 1973 год проходил ординатуру по психиатрии в Массачусетском центре психического здоровья. За это время он получил степень M.P.A. от Школы государственного управления Джона Ф. Кеннеди. Позже он посетил шестинедельную программу продвинутого менеджмента в Гарвардской школе бизнеса. Он был президентом и главным исполнительным директором Sheppard Pratt Health System с 1992 года.
Он читал лекции по психиатрии в Университете Джонса Хопкинса и занимал должность заместителя председателя и клинического профессора психиатрии в Университете Мэриленда. Он занимал различные должности в Национальном институте психического здоровья, в том числе директор программ службы охраны психического здоровья, а также должности в области консультативной/связующей психиатрии и исследований в области поведенческой медицины.
Шарфштейн принимал участие в решении нескольких важных проблем, стоящих перед психиатрией, включая медицинскую этику психиатров, помогающих при задержании и допросе подозреваемых в терроризме в таких учреждениях, как лагерь для задержанных Гуантанамо. Он подробно рассказал о полемике вокруг биопсихиатрии в своей области. Он также выразил обеспокоенность по поводу конфликта интересов, который может возникнуть между психиатрами и фармацевтическими компаниями.
В 2015 году Шарфштейн объявил, что уйдёт из Sheppard Pratt в июле 2016 года.
Его сын Джошуа Шарфштейн, также врач, был назначен Бараком Обамой первым заместителем комиссара FDA в 2009 году.